# South Naknek
South Naknek é uma Região censo-designada localizada no estado americano de Alasca, no Distrito de Bristol Bay.

## Demografia
Segundo o censo americano de 2000, a sua população era de 137 habitantes.

## Geografia
De acordo com o United States Census Bureau, a localidade tem uma área de 252,6 km², dos quais 246,2 km² cobertos por terra e 6,4 km² cobertos por água.

## Localidades na vizinhança
O diagrama seguinte representa as localidades num raio de 64 km ao redor de South Naknek.